# Brocchinia gilmartiniae
Espèce
Classification phylogénétique
Statut de conservation UICN

 LC  : Préoccupation mineure
Brocchinia gilmartiniae est une espèce de plantes à fleurs de la famille des Bromeliaceae, endémique du Venezuela.

## Distribution
L'espèce est endémique de l'État de Bolívar au Venezuela.

## Description
L'espèce est hémicryptophyte.